# Nelo flora
Nelo flora är en fjärilsart som beskrevs av W. Warren 1897. Nelo flora ingår i släktet Nelo och familjen mätare. Inga underarter finns listade i Catalogue of Life.